# Phyllodactylus saxatilis
Phyllodactylus saxatilis — вид геконоподібних ящірок родини Phyllodactylidae. Ендемік Мексики.

## Поширення і екологія
Phyllodactylus saxatilis поширені на заході Мексики, в штатах Чіуауа, Дуранго, Наярит, Сіналоа і Сонора та на островах Лас-Трес-Маріас.